# Архиепархия Агридженто
Архиепархия Агридженто (лат. Archidioecesis Agrigentina, итал. Arcidiocesi di Agrigento) — архиепархия-митрополия Римско-католической церкви, входящая в церковную область Сицилии. В настоящее время епархией управляет архиепископ-митрополит Франческо Монтенегро. Викарный епископ — Мелькьорре Вутера. Почётный епископ — Кармело Ферраро.
Клир епархии включает 286 священника (237 епархиального и 49 монашествующих священников), 34 диакона, 59 монахов, 443 монахини.
Адрес епархии: Via Duomo 96, 92100 Agrigento, Italia.

## Территория
В юрисдикцию епархии входят 194 прихода в 43 коммуннах Сицилии: все в провинции Агридженто — Агридженто, Алессандрия-делла-Рокка, Арагона, Бивона, Бурджо, Каламоначи, Кальтабеллотта, Камастра, Каммарата, Кампобелло-ди-Ликата, Каникатти, Кастельтермини, Кастрофилиппо, Каттолика-Эраклея, Чанчана, Комитини, Фавара, Гротте, Йопполо-Джанкаксио, Лампедуза-э-Линоза, Ликата, Лукка-Сикула, Менфи, Монталлегро, Монтеваго, Наро, Пальма-ди-Монтекьяро, Порто-Эмпедокле, Ракальмуто, Раффадали, Равануза, Реальмонте, Рибера, Самбука-ди-Сичилия, Сан-Бьяджо-Платани, Сан-Джованни-Джемини, Сант'Анджело-Муксаро, Санта-Элизабетта, Санта-Маргерита-ди-Беличе, Санто-Стефано-Квисквина, Шакка, Сикулиана и Виллафранка-Сикула.
Кафедра архиепископа-митрополита находится в городе Агридженто в Соборе Святого Герланда.
В состав митрополии (церковной провинции) Агридженто входят:
- Архиепархия Агридженто;
  - Епархия Кальтаниссетты;
  - Епархия Пьяцца Армерины;

## История
Об основании кафедры Агридженто нет точной информации. Однако, древние памятники, такие как катакомбы Агридженто и Наро, христианские могилы в нескольких коммунах на территории архиепархии и, особенно, малая раннехристианская базилика и другие археологические памятники и артефакты из разных областей провинции дают достаточные основания для утверждения, что уже между II и III веками в Агридженто существовала многочисленная христианская община.
По преданию, первым епископом Агридженто был Святой Либертино между III и IV веками. Раннехристианская базилика, согласно мнению некоторых исследователей, была построена на месте погребения Святого Либертино и Святого Пеллигрино, о чём свидетельствуют ниши в двух местах на полу. Первым епископом Агридженто, чья личность установлена достоверно, является епископ Эузанио во второй половине VI века . Этот епископ был взят под стражу при Папе Пелагии II из-за нарушения канонов и умер в тюрьме в Риме.
Сохранилось много письменных документов о епархии, относящихся ко времени перед вторжением арабов-мусульман.
Есть несколько посланий Святого Папы Григория I Великого, в которых упоминается местный епископ Пьетро, в актах Латеранского собора 649 года, созванного Папой Мартином I, упоминается другой местный епископ Массимо. Среди подписавших постановления III Константинопольского Собора 680 — 681 годов был епископ Грегорио, а одним из участников II Никейского Собора 787 года был епископ Джованни. Достоверно известны имена и других епископов Агридженто — Потамио (Потамионе), Теодоро, Джорджо, Эрмоджене и святого Грегорио (559—630), автор комментария на древнегреческом языке к Книге Экклезиаст.
После арабско-мусульманского господства, первым епископом был святой Герландо из Безансона (около 1030—1100), во времена которого территория епархии простиралась до Палермо, включая Термини Имерезе. Епархия была епископством-суффраганством архиепархии Палермо.
Между XII и XIII веками епархию возглавлял епископ Урсо, который трижды был лишен церковного имущества и сослан, затем был похищен мусульманами, который держал его в плену в течение четырнадцати месяцев, пока он не заплатил им за себя большой выкуп.
Его преемник Райнальдо Аквавива короновал Манфреда, из-за чего был отлучен от Церкви Папой Александром IV.
Епископ Хуан Ороско Коваррубиас в XVII веке открыл первую типографию в городе, покровительствовал писателям и художникам, способствовал созданию епархиальной семинарии, открытой 21 февраля 1607 года уже при его преемнике и единомышленнике, епископе Винченцо Бонинконтро.
При епископе Франческо Джизульфо был украшен собор, в том числе двумя органами и куплено для города Агридженто вечное освобождение от акцизного налога на муку.
В середине XVIII века при епископе Андреа Луккези-Палли был построен епископский дворец и открыта публичная библиотека.
В 1844 году во время понтификата Папы Григория XVI были установлены новые границы епархии, 13 коммун были переданы недавно основанной епархии Кальтаниссетты, 5 коммун отошли архиепархии Монреале и ещё одна коммуна отошла к архиепархии Палермо. В то же время сама епархия стала частью церковной провинции архиепархии Монреале.
2 декабря 2000 года епархия Агридженто была возведена в ранг митрополии-архиепархии в состав которой были включены также епархии Кальтаниссетта и Пьяцца Армерина.

## Ординарии епархии
- святой Либертин (I — II века);
- Григорий I;
- Макарий;
- святой Потамий[итал.] (570);
- Евсаний (570—580);
- Феодор или Феодосий (590);
- святой Григорий II[итал.] (591—630);
- Феликс (649);
- Георгий (680—681);
- Эсилират;
- Либерий;
- святой Гермоген;
  - Господство арабов-мусульман;
- святой Герланд (1088—1100);
- Дрогоне (1100—1104);
- Альберто (1104—1105);
- Гварино (1105—1128);
- Гвальтьеро I (1128—1142);
- Джентиле (1154—1171);
- Бартоломео (1171—1191) — назначен архиепископом Палермо;
- Урсо (1191—1239);
- Райнальдо Д’Aквавивa (1240—1264);
- Гоффредо (1264—1271) — францисканец;
- Гульельмо де Морина (1271—1272);
- Гвидо (1272—1276);
- Гвальтьеро II (1278);
- Гоберто (1280—1286) — назначен епископом Капаччо;
- Ламберто (1287—1294) — августинец;
- Роберто (1298—1302);
- Бертольдо ди Лабро (1304—1326);
- Джакомо Муска (1326—1326);
- Маттео Орсини (1326—1327) —доминиканец, назначен епископом Манфредонии;
- Филиппо Амбальди (1328—1348) — доминиканец;
- Оттавиано ди Лабро (1350—1362) — назначен архиепископом Палермо;
- Маттео де Фугардо (1362—1392);
- Джильфорте Риккобоно (1392—1395) — назначен архиепископом Палермо;
- Николо (1395—1398) — бенедиктинец;
- Николо де Буреллис (1398—1400);
- Джованни Карделла (1400);
- Джованни де Пину (1401—1412);
- Филиппо де Феррарио (1414—1421) — кармелит;
- Лоренцо де Мезассаль (1422—1441);
- Бернардо Боско (1442);
- Блаженный Маттео де Галло и Гимарра или Гимена (17.9.1442 — 1445) — францисканец;
- Антонио Понтикорона (23.7.1445 — 1451) — доминиканец;
- Доменико Ксарт (10.1.1452 — 1471) — цистерцианец;
- Джованни де Карделлис (11.12.1472 — 1479) — бенедиктинец;
- Джованни де Кастро (19.2.1479 — 1506);
- Джулиано Чибо (1506—1537);
- Пьетро Тальявия д’Aрагонa (28.5.1537 — 10.10.1544) — назначен архиепископом Палермо;
- Родольфо Пио ди Карпи (10.10.1544 — 2.5.1564 deceduto) — апостольский администратор;
- Луиджи Суппа (1565—1569) — доминиканец;
- Джованни Баттиста де Оджеда (Хуан Баутиста Охеда) (27.8.1571 — 1574);
- Чезаре Марулло (1574 — 11.9.1577) — — назначен архиепископом Палермо;
- Джованни де Роксас (Хуан .Рохас) (9.10.1577 — 21.5.1578);
- Антонио Ломбардо (1579 — 23.1.1585) — назначен архиепископом Мессины;
- Диего Аедо (23.1.1585 — 14.8.1589) — назначен архиепископом Палермо;
- Луиджи де Амато (1589—1590) — избранный епископ;
- Франческо дель Поццо (1591—1593);
- Джованни Ороцко де Коваррувиас (Хуан Ороско Коваррубиас и Лейва) (2.12.1594 — 16.1.1606) — назначен епископом Кадиса;
- Винченцо Бонинконтро (25.6.1607 — 1622) — доминиканец;
- Оттавио Ридольфи (20.03.1623 — 06.07.1624)
- Франческо Трайна (02.03.1627 — 1651);
- Фердинандо Санчес де Куэллар O.S.A. † (26.05.1653 — 04.01.1657);
- Франческо Джизульфо э Озорио (30.09.1658 — 1664);
- Игнацио д’Aмикo (15.12.1666 — 15.12.1668);
- Иоганн Эберхард Нидхард (1671 — 16.11.1671) — иезуит, избранный епископ, назначен титулярным епископом Эдессы;
- Франческо Джузеппе Креспос де Эскобар (02.05.1672 — 17.05.1674);
- Франческо Мария Рини (19.10.1676 — 04.08.1696) — францисканец;
- Франческо Рамирес (26.08.1697 — 27.08.1715) — доминиканец;
- Ансельмо де ла Пенья (27.09.1723 — 04.08.1729) — бенедиктинец;
- Лоренцо Джоэни д’Aрагонa (11.12.1730 — 1754);
- Андреа Луккези-Пали (21.07.1755 — 4.10.1768);
- Антонио Ланца (20.11.1769 — 24.05.1775) — театинец;
- кардинал Антонио Бранчифорте Колонна (15.4.1776 — 31.7.1786);
- Антонио Кавалери (15.09.1788 — 11.12.1792);
- Саверио Граната (01.06.1795 — 29.04.1817) — театинец;
- Бальдассаре Леоне (02.10.1818 — 22.07.1820);
- Пьетро Марич д’Aгостинo † (17.11.1823 — 18.07.1835);
- Игнацио Монтеманьо (02.10.1837 — 21.08.1839) — францисканец-конвентуал;
  - Sede vacante (1839—1844);
- Доменико Мария Ло Яконо (17.06.1844 — 24.03.1860) — театинец;
  - Sede vacante (1860—1872);
- Доменико Турано (23.02.1872 — 02.02.1885);
- Гаэтано Блондини (02.02.1885 — 19.05.1898);
- Бартоломео Лагумина (28.11.1898 — 05.05.1931);
- Джованни Баттиста Перуццо (15.01.1932 — 20.07.1963) — пассионист;
- Джузеппе Петралия (14.10.1963 — 02.05.1980);
- Луиджи Боммарито (02.05.1980 — 01.06.1988) — назначен архиепископом Катании;
- Кармело Ферраро (03.11.1988 — 23.02.2008);
- кардинал Франческо Монтенегро (23.02.2008 — 22.05.2021);
- Алессандро Дамиано (22 мая 2021 — по настоящее время).

## Статистика
На конец 2006 года из 461 000 человек, проживающих на территории епархии, католиками являлись 449 000 человек, что соответствует 97,4 % от общего числа населения епархии.
| год  | население | население | население | священники | священники        | священники         | священники                           | постоянные диаконы | монахи  | монахи  | приходы |
| год  | католики  | всего     | %         | всего      | белое духовенство | черное духовенство | число католиков на одного священника | постоянные диаконы | мужчины | женщины | приходы |
| ---- | --------- | --------- | --------- | ---------- | ----------------- | ------------------ | ------------------------------------ | ------------------ | ------- | ------- | ------- |
| 1948 |           |           |           | 485        | 350               | 135                | 0                                    |                    |         |         |         |
| 1955 | 467.520   | 469.864   | 99,5      | 403        | 320               | 83                 | 1.160                                |                    | 115     | 730     | 154     |
| 1970 | 480.481   | 483.484   | 99,4      | 380        | 314               | 66                 | 1.264                                |                    | 103     | 628     | 197     |
| 1980 | 482.000   | 487.700   | 98,8      | 321        | 259               | 62                 | 1.501                                | 1                  | 80      | 945     | 199     |
| 1990 | 480.000   | 492.093   | 97,5      | 303        | 253               | 50                 | 1.584                                | 11                 | 50      | 585     | 194     |
| 1999 | 464.200   | 473.100   | 98,1      | 284        | 234               | 50                 | 1.634                                | 23                 | 60      | 516     | 194     |
| 2000 | 464.200   | 473.100   | 98,1      | 280        | 235               | 45                 | 1.657                                | 24                 | 49      | 575     | 194     |
| 2001 | 463.900   | 473.100   | 98,1      | 280        | 234               | 46                 | 1.656                                | 25                 | 56      | 470     | 194     |
| 2002 | 463.400   | 473.000   | 98,0      | 290        | 239               | 51                 | 1.597                                | 25                 | 63      | 432     | 194     |
| 2003 | 463.700   | 473.200   | 98,0      | 294        | 240               | 54                 | 1.577                                | 31                 | 66      | 433     | 194     |
| 2004 | 463.200   | 473.200   | 97,9      | 292        | 237               | 55                 | 1.586                                | 34                 | 79      | 437     | 194     |
| 2006 | 449.000   | 461.000   | 97,4      | 286        | 237               | 49                 | 1.569                                | 34                 | 59      | 443     | 194     |